# Саблер, Егор Егорович
Его́р Его́рович Са́блер (нем. Georg Thomas Sabler; 1810—1864) — русский астроном эстонского происхождения.

## Биография
Представитель рода Саблеров. Родился 18 (30) апреля 1810 года в семье пастора Хальялы Георга Христиана Саблера (1776—1819), был внуком пастора Томаса Саблера (1734—1797).
После окончания лютеранской гимназии учился с 1828 по 1832 год на богословском факультете Дерптского университета; затем — на математическом отделении философского факультета, а с 1834 года — в Профессорском институте; был учеником В. Я. Струве который, заметив выдающиеся способности Саблера, предоставил ему ещё до окончания курса место младшего помощника (ассистента) в Дерптской обсерватории. 
В 1836 году участвовал вместе с А. Н. Савичем и Е. Н. Фуссом в экспедиции, снаряженной Императорской академией наук для определения разности высот уровней Чёрного и Каспийского морей. 
В 1839 году Саблер получил в Профессорском институте степень доктора философии за диссертацию «Beobachtung über die irdische Stralenbrechung und über die Gesetze der Veränderung derselben» и в том же году вместе с В. Я. Струве уехал в открывшуюся Пулковскую обсерваторию. Здесь Саблер не только исследовал местоположения многих звёзд, служивших в разное время для сравнения с положениями комет, которые наблюдались в Пулкове, но и участвовал в составлении обширной описи звёзд, которая по окончании и заключала в себе все звёзды, наблюдаемые Брадлеем в середине XVIII века, а потому представляет интересные материалы для изучения собственного движения звёзд. 
Помимо работы в Пулково, Саблер участвовал в геодезических проектах, проводившихся под руководством Струве. Так, он принимал участие в 1843 году в хронометрической экспедиции для вывода разности долгот Пулковской и Альтонской обсерваторий. Позднее участвовал в работах, относящихся к большому градусному измерению дуги меридиана (известна как геодезическая дуга Струве), идущего через западные области Российской империи; Саблер определил длины базисов (основных линий в сетях треугольников) в Финляндии и Бессарабии.
Также он с успехом занимался практической механикой и оптическими исследованиями; ему удалось сделать ахроматические объективы с помощью двух стёкол кронгласа, между которыми заключалась прозрачная жидкость; записка его об этом напечатана в «Бюллетенях» Академии наук и помогала астрономам того времени находить нужные коэффициенты без помощи призм. Один из сделанных им объективов хранится в Музее науки Вильнюсского университета.
В 1854 году Саблер был назначен директором Виленской обсерватории. Под его руководством в ней впервые в мире было начато изучение активности солнечных пятен путём их фотографирования, а также проводилась звёздная фотометрия. Кроме того, он продолжил измерения дуги Струве, уточнив географическое положение одной из опорных точек, установленных возле села Нямежис.
В 1862 году в Лондоне им заказан фотогелиограф, который был доставлен в обсерваторию в 1864 году.
После возвращения из Лондона врачи диагностировали у него опухоль головного мозга. Скончался Е. Е. Саблер в Вильне 4 (16) декабря 1865 года.